# Don’t Knock My Love
«Don’t Knock My Love» — песня, записанная американским певцом Уилсоном Пикеттом в 1971 году. Была написана им же в соавторстве с Брэдом Шапиро. Песня была выпущена в качестве сингла с одноимённого студийного альбома певца в 1971 году. Песня смогла возглавить чарт Billboard Best Selling Soul Singles и заняла 13 место в чарте Billboard Hot 100.

## Версия Дайаны Росс и Марвина Гэя
В 1973 году Дайана Росс и Марвин Гэй записали свою версию песни для альбома Diana & Marvin. Спродюсировал её Хэл Дэвис. Запись песни проходила немного в напряжённой обстановке: беременная Росс не могла сосредоточится из-за крутящего марихуану Гэя, поэтому долго не могла выдать нужный вокал и постоянно сбивалась из-за дыма.
Песня была выпущена как третий (четвёртый в общем) сингл с альбома в 1974 году. Сингл поднялся на 46 строчку в чарте Billboard Hot 100, а также на 25 в чарте Hot Soul Singles. В канаде песня заняла 53 место.

### Чарты
| Чарт (1974)                           | Пиковая позиция |
| ------------------------------------- | --------------- |
| Канада (RPM Top Singles)              | 53              |
| США (Billboard Hot 100)               | 46              |
| США (Billboard Hot R&B/Hip-Hop Songs) | 25              |
| США (Cash Box Top 100)                | 38              |